# O(d)porna na miłość
O(d)porna na miłość (ang. Romantically Challenged, 2010) – amerykański serial komediowy nadawany przez stację ABC od 19 kwietnia do 17 maja 2010 roku. W Polsce jest nadawany od 16 grudnia 2010 roku na kanale Comedy Central Polska.

## Opis fabuły
Rebecca (Alyssa Milano) po rozstaniu z mężem nie radzi sobie z życiem osobistym. Samotnej trzydziestolatce, która marzy o tym, by znów się zakochać, w poszukiwaniu idealnego mężczyzny pomagają przyjaciele: niepoprawny romantyk Perry (Kyle Bornheimer), początkujący pisarz Shawn (Josh Lawson) oraz jej siostra Lisa (Kelly Stables).

## Obsada
- Alyssa Milano jako Rebecca Thomas
- Kyle Bornheimer jako Perry Gill
- Josh Lawson jako Shawn Goldwater
- Kelly Stables jako Lisa Thomas